# 29659 Zeyuliu
29659 Zeyuliu è un asteroide della fascia principale. Scoperto nel 1998, presenta un'orbita caratterizzata da un semiasse maggiore pari a 2,3146805 UA e da un'eccentricità di 0,1450560, inclinata di 5,26985° rispetto all'eclittica.